# 이정립
이정립(李廷立, 1556년 ~ 1595년)은 조선 중기의 문신으로, 자는 자정(子政), 호는 계은(溪隱), 본관은 광주(廣州)이다. 이극배(李克培)의 5대손이다.

## 생애
어려서부터 최립(崔岦)에게서 『한서 漢書』를 배웠으며, 『삼도부 三都賦』를 지어서 박순(朴淳)의 인정을 받고 명성을 크게 떨쳤다.
1580년(선조 13) 문과 별시(別試)에 급제했으며, 1582년(선조 15) 수찬(修撰)으로 재직 중 대제학(大提學) 이이(李珥)의 추천으로 봉교(奉敎) 이항복(李恒福), 정자(正字) 이덕형(李德馨)、검열(檢閱) 오억령(吳億齡), 봉교 이영(李嶸) 등 4명과 함께 『훈의강목 訓義綱目』의 강독관(講讀官)으로 선발되었다.
1589년(선조 22) 기축옥사에서 국청(鞫廳)의 낭관(郞官)을 맡았으므로, 이듬해 평난공신(平難功臣) 3등에 책록되었다.
1591년(선조 24) 직제학(直提學)에서 동부승지(同副承旨)로 승진해 당상관의 반열에 올랐으며, 이듬해 임진왜란으로 선조(宣祖)가 파천(播遷)해서 금교역(金郊驛)에 이르렀을 때 선조에게 종사(宗社)의 위판(位版)이 아직 개성(開成)에 남아 있다고 아뢰었는데, 선조가 그를 예조참의(禮曹參議)로 삼고 위판을 다시 가지고 오라고 명하자 죽음을 무릅쓰고 홀로 개성에 들어가서 이를 평양(平壤)까지 모셨다.
이 공으로 인해 병조참판(兵曹參判)으로 승진했으며, 분조(分朝)가 시행되자 광해군(光海君)을 모시고 곡산(谷山)까지 갔다가 그곳에서 부친상을 당해 돌아갔다.
상을 마친 후인 1594년(선조 27) 7월 3일 한성부우윤(漢城府右尹)으로 복직되었다가 7월 11일 좌윤(左尹)으로 승진했으며, 8월 3일 광림군(廣林君)에 봉해지고 8월 6일 황해도관찰사(黃海道觀察使)에 제수되었다.
동년 12월 병으로 사직하고 다시 광림군에 봉해졌으며, 이듬해 대사성(大司成)이 되었다가 동년에 장인인 이순인(李純仁)의 반장(返葬)을 위해 여산(礪山)에 내려갔다가 그곳에서 객사했다. 향년 40세.
1613년(광해군 5) 영의정(領議政)에 추증되었으며, 1670년(현종 11) 문희(文僖)라는 시호를 받았다.
묘는 서울시 강동구 암사동에 있다.

## 문집
- 『계은선생유고 溪隱先生遺稿』가 1708년(숙종 34) 전라도관찰사(全羅道觀察使) 이광좌(李光佐)[6]에 의해 1책의 목판으로 간행되었다.

## 가족 관계[7]
- 증조부 : 이수겸(李守謙)[8]
- 조부 : 이이건(李以乾) - 유곡찰방(幽谷察訪), 증(贈) 좌승지(左承旨)
  - 부친 : 이시무(李時茂, 1532 ~ 1592) - 판결사(判決事), 증 이조판서(吏曹判書)
- 외조부 : 의원군(義原君) 이억(李億, 1522 ~ ?)
- 외조모 : 청송 심씨 - 현감(縣監) 심종원(沈宗元)의 딸
  - 모친 : 이인정(李仁貞, 1535 ~ ?)[9]
  - 외삼촌 : 운흥습정(雲興襲正) 이몽룡(李夢龍, 1536 ~ ?)
  - 외삼촌 : 신흥수(莘興守) 이몽윤(李夢尹, 1538 ~ ?)
  - 외삼촌 : 부흥도정(傅興都正) 이몽열(李夢說, 1542 ~ ?)
    - 부인 : 전의 이씨 - 도승지(都承旨) 이순인(李純仁)의 딸
      - 장남 - 광천군(廣川君) 이현담(李玄聃, 1575 ~ ?) - 돈녕부판관(敦寧府判官), 군수(郡守), 증 판서(贈 判書)
      - 차남 - 이원담(李元聃, 1581 ~ ?) - 군기시정(軍器寺正)
      - 3남 - 이진담(李眞聃, 1586 ~ ?) - 감찰(監察), 사의(司議)